# Saint-Fulgence
Saint-Fulgence es un municipio canadiense situado en la provincia de Quebec.

## Superficie
Saint-Fulgence tiene una superficie de 351,91 km².

## Demografía
En 2021, tenía 2061 habitantes, una densidad poblacional de 5,9 hab./km², y 998 viviendas.